# آشوت تر-مکرچیان
آشوت مُوسسی تر-مکرچیان (ارمنی: Աշոտ Մովսեսի Տեր-Մկրտչյան؛ انگلیسی: Ashot Ter-Mkrtchian؛ زاده ۲۵ ژانویهٔ ۱۸۹۱ - درگذشته ۱۳ مارس ۱۹۵۹) ریاضیدان، مهندس مکانیک و استاد دانشگاه اهل ارمنستان بود.

## زندگی‌نامه
وی در ۲۵ ژانویهٔ ۱۸۹۱ در شوشی به دنیا آمد و از دانشگاه خارکف و انستیتو پلی‌تکنیک دون فارغ‌التحصیل شد. وی در دانشگاه دولتی ایروان تدریس می‌کرد. وی همچنین برندهٔ جوایزی همچون دانشمند شایسته ارمنستان شوروی شد. وی در ۱۳ مارس ۱۹۵۹ در سن ۶۸ سالگی در ایروان درگذشت.	

## نگارخانه

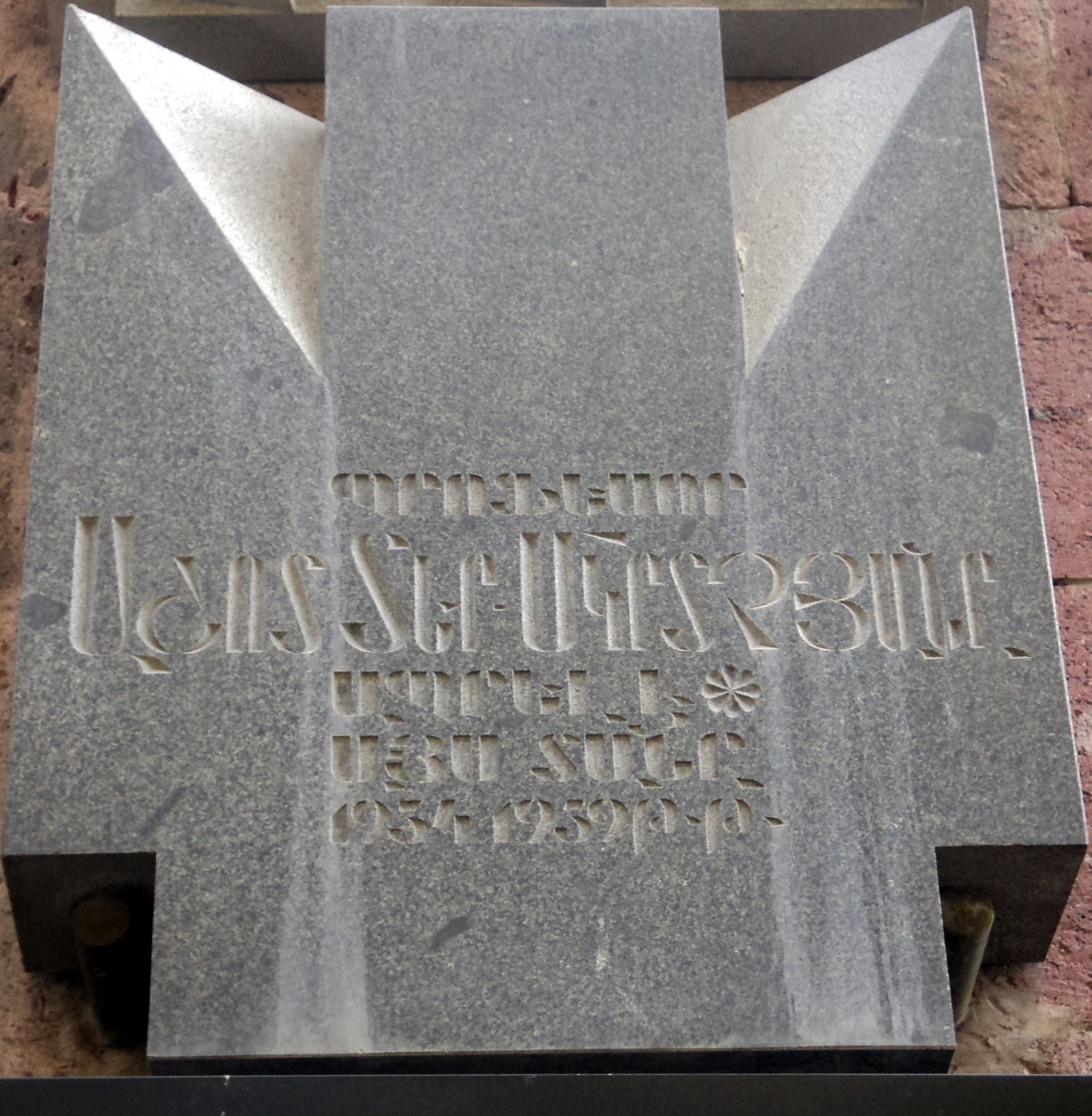